# Marquesado del Bosch de Arés
El marquesado del Bosch de Arés es un título nobiliario español creado por el rey Carlos II el 28 de febrero de 1689 a favor de Francisco Martínez de Vera y Bosch, señor de Busot.
En 21 de junio de 1897, el rey Alfonso XIII concedió la Grandeza de España al título siendo su titular José de Rojas y Galiano, VIII marqués del Bosch de Arés.

## Marqueses del Bosch de Arés
|                        | Titular                                   | Periodo                |
| Creación por Carlos II | Creación por Carlos II                    | Creación por Carlos II |
| ---------------------- | ----------------------------------------- | ---------------------- |
| I                      | Francisco Martínez de Vera y Bosch        | 1689-¿?                |
| II                     | María Luisa Bosch y Ceverio               | 1713-1748              |
| III                    | María Luisa Bosch y Bosch                 | 1748-1770              |
| IV                     | Lorenza Pascual de Ibarra y Bernardo      | 1770-1787              |
| V                      | Antonio Canicia y Pascual de Ibarra       | 1787-1787              |
| VI                     | Rafael Antonio Canicia y Baillo de Llanos | 1787-1831              |
| VII                    | José de Rojas y Canicia de Franchi        | 1831-1883              |
| VIII                   | José María de Rojas y Galiano             | 1883-1908              |
| IX                     | Miguel de Rojas y Moreno                  | 1909-1936              |
| X                      | María Teresa de Rojas Roca de Togores     | 1951-1994              |
| XI                     | María Anunciada José de Borbón y Rojas    | 1994-actual titular    |

## Historia de los marqueses del Bosch de Arés
- Francisco Martínez de Vera y Bosch (alteró el orden de sus apellidos), (1642-antes de 1708), I marqués del Bosch de Arés,[2] XI señor de Busot y señor de Arés.

Casó, el 11 de agosto de 1688, con Luisa de Ceverio y Pascual de Bonanza. En 1713, le sucedió su hija:
- María Luisa Bosch y Ceverio, también llamada María Luisa Bosch Martínez de Vera[2] (Alicante, 7 de diciembre de 1684-20 de septiembre de 1748), II marquesa del Bosch de Arés,[2] XII señora de Busot y XVII señora de Hostalejo.[3]

Casó, el 14 de febrero de 1703, con su tío Diego Bosch y Soler de Cornellá, hijo de Diego Bosch y Bosch y de Ana Soler de Cornellá y Bernabeu. Le sucedió su hija:
- María Luisa Bosch y Bosch (Alicante, 28 de junio de 1705-15 de noviembre de 1770),[3] III marquesa del Bosch de Arés,[2] XIII señora de Busot, XVIII señora de Hostalejo.

Casó, el 10 de febrero de 1738, con su primo José de Ceverio y Cardona, IV conde de Villafranqueza. Sin descendientes. Le sucedió su prima:
- Lorenza Pascual de Ibarra y Bernardo (Alicante, 1704-Alicante, 18 de noviembre de 1787). IV marquesa del Bosch de Arés.[2][1]

Casó, el 22 de octubre de 1723, con Luis Rotla Canicia y Doria. Sucedió su hijo:
- Antonio Canicia y Pascual de Ibarra (1726-1787), V marqués del Bosch de Arés,[2] XX señor de Hostalejo, señor de Beniasmet de la Arcada.

Casó, el 28 de julio de 1747, con Mariana Baillo de Llanos y Ortiz. Le sucedió su hijo:
- Rafael Canicia de Franchi y Baillo de Llanos (1769-1831), VI marqués del Bosch de Arés,[2] II conde de Torrellano, XXI señor de Hostalejo (último señor efectivo).

Casó, el 24 de noviembre de 1790, con Catalina Pascual de Riquelme y Vergara. Le sucedió su nieto, hijo de María del Rosario Canicia de Franchi y Pascual de Riquelme (1800-1833), III condesa de Torrellano, y de su esposo, José Miguel de Rojas y Pérez de Sarrio (Alicante, 27 de junio de 1786-Alicante, 23 de junio de 1833), III conde de Casa Rojas, mayordomo de Semana de Fernando VII, teniente coronel de ingenieros de la Armada, Maestrante de Sevilla y Gran Cruz de San Fernando. Fue notable miniaturista, pintor de afición y académico de honor de la Real Academia de Bellas Artes de San Fernando:
- José de Rojas y Canicia de Franchi (Madrid, 25 de marzo de 1819[5]-14 de diciembre de 1888), VII marqués del Bosch de Arés, grande de España,[2] IV conde de Casa Rojas,[5] IV conde de Torrellano[6] y senador vitalicio.[5]

Casó, el 4 de octubre de 1841, con María del Rosario Galiano y Enríquez de Navarra (m. 1895). Le sucedió su hijo a quien cedió el título en 1883:
- José María de Rojas y Galiano (Alicante, 25 de octubre de 1850-11 de julio de 1908), VIII marqués del Bosch de Arés, grande de España,[2] V conde de Casa Rojas,  V conde de Torrellano, diputado a Cortes y senador por derecho propio.[6]

Casó, en Murcia, el 15 de octubre de 1885, con Mariana Moreno y Pérez de Vargas (1862-1928). Le sucedió su hijo:
- Miguel de Rojas y Moreno (Alicante, 18 de febrero de 1887-28 de julio de 1936), IX marqués del Bosch de Arés, grande de España,[2] VI conde de Torrellano y senador.

Casó en primeras nupcias, el 20 de septiembre de 1909, con María Antonia de Sandoval y Moreno (m. 1916) y en segundas, en 1920, con Julia Navarro y Navarro. Sin descendientes, le sucedió su sobrina:
- María Teresa de Rojas Roca de Togores (n. 1929), X marquesa del Bosch de Arés, grande de España,[1][7] XII marquesa de Beniel, VII condesa de Torrellano, VII condesa de Casa Rojas, hija de Carlos de Rojas y Moreno XI marqués de Beniel y de María Teresa Roca de Togores y Pérez del Pulgar.

Casó, el 7 de enero de 1958, con Alfonso de Borbón y Caralt (m. noviembre de 2018), III marqués de Squilache y V marqués de Balboa. Le sucedió su hija a quien cedió el título:
- María Anunciada José de Borbón y de Rojas (n. 1958), XI marquesa del Bosch de Arés, grande de España[1][9] y IV marquesa de Squilache.

Casó, el 10 de abril de 1987, con Ramón José de la Cierva y García-Bermúdez.